# 나카이타바시역
나카이타바시역(일본어: 中板橋駅, なかいたばしえき)은 일본 도쿄도 이타바시구에 있는 도부 철도 도조 본선 역이다. 역 번호는 TJ 05이다.

## 역사
- 1933년 7월 12일: 영업 개시.

## 역 구조
섬식 승강장 2면 4선의 지상역이다.
이른 아침, 야간과 낮의 일부 열차를 제외하고 많은 보통 열차가 당역에서 우등 열차의 대피를 실시한다. 또한, 2013년 3월의 다이아 개정으로 낮 시간대에 당역에서 통과 대피를 실시하는 열차는 하행 매시 2개만 되고 있다.
개찰구로 통하는 계단은 이케부쿠로 쪽에만 설치되어 있다.
남쪽 역사에 대해서는 배리어 프리에 배려한 개장이 이루어졌으며, 유니버설 디자인의 일환으로서 다기능 화장실이 설치되어 있고, 승강장과 연결되는 엘리베이터는 본 역사에서만 이용 가능하다.

### 승강장
| 번호 | 노선    | 방향 | 행선                          |
| ---- | ------- | ---- | ----------------------------- |
| 1・2 | 도조 선 | 하행 | 나리마스・시키・가와고에 방면 |
| 3・4 | 도조 선 | 상행 | 오야마・이케부쿠로 방면       |

## 역 주변
역사는 이케부쿠로 방향의 남북으로 들어서 있고 역전의 상점가 등 상업 지역은 역 동쪽에 확산되어 있다. 역의 바로 북쪽에는 샤쿠지이 강이 흐르고 있어 벚꽃이 아름답다. 게다가, 샤쿠지이 강의 바로 북쪽에는 간나나도리(도쿄 도도 제318호선)가 있다. 또, 가와고에 가도 가미이타바시주쿠의 나카주쿠 역 옆에 있다.
주변에서는 이타바시 구 삼대 춤의 하나인 "배꼽 춤"이, 1996년부터 매년 개최되고 있다.
- 나카이타바시 상가
- 나카이타바시 우체국
- 나카이타바시야요이 우체국

## 사진

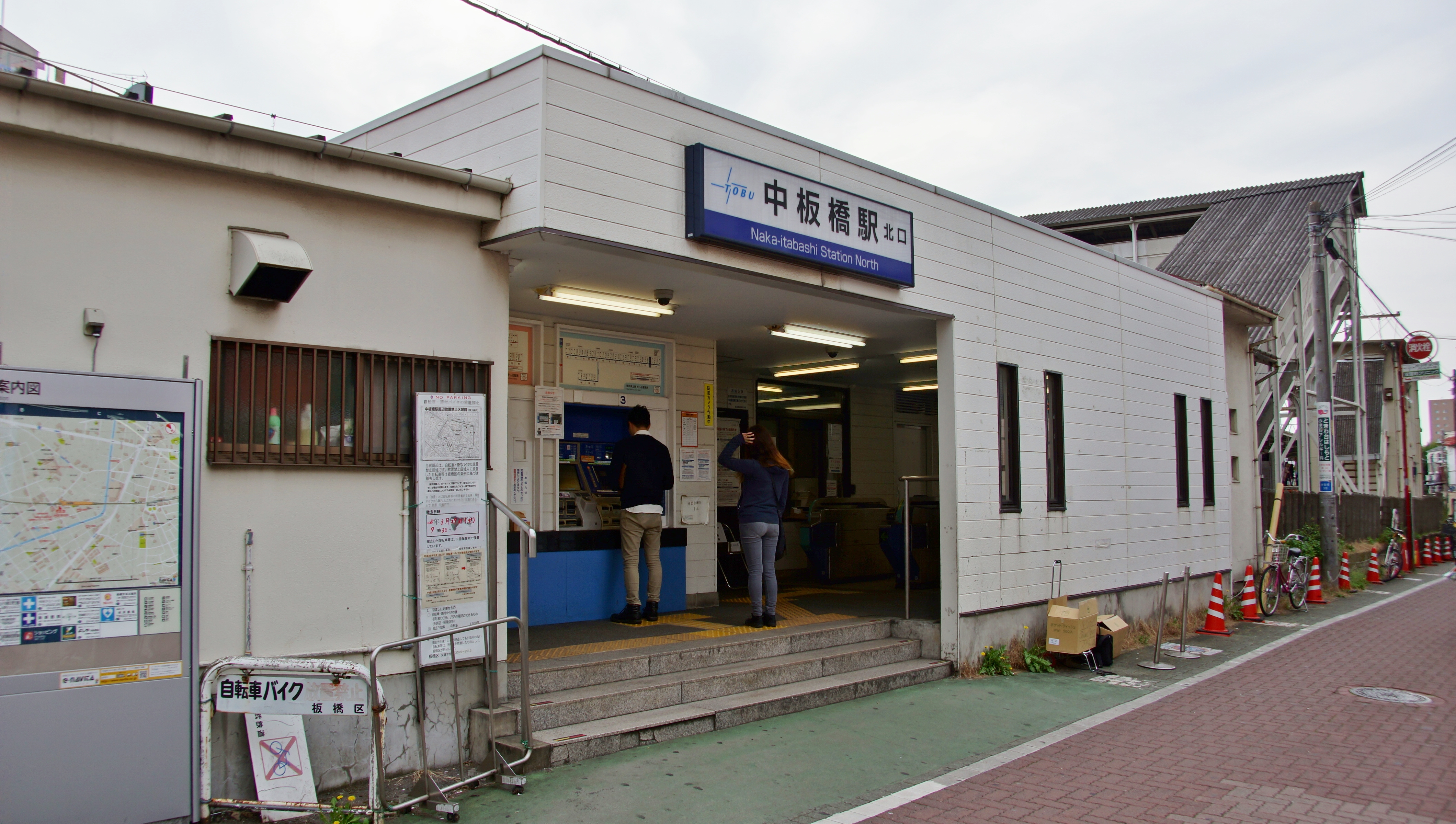
북쪽 출입구

## 인접역
| 도부 철도 도조 본선          | 도부 철도 도조 본선 | 도부 철도 도조 본선              |
| ---------------------------- | ------------------- | -------------------------------- |
| TJ 04 오야마 이케부쿠로 방면 | □ 보통              | 도키와다이 TJ 06 오가와마치 방면 |